# Forță tăietoare

Forțele tăietoare acționează într-o direcție în partea de sus și în direcția opusă în partea de jos, provocând deformarea prin forfecare.

O fisură sau o ruptură se poate dezvolta într-un corp din forțele de forfecare paralele care acționează în direcții opuse în diferite puncte ale corpului. Dacă forțele ar fi aliniate una cu cealaltă, ele ar alungi sau scurta corpul, în funcție de direcția lor, mai degrabă decât să-l rupă sau să-l spargă.

În rezistența materialelor (mecanica solidelor deformabile) forțele tăietoare sunt forțe nealiniate care acționează asupra unei părți a unui corp într-un sens al unei direcții, iar altă parte a corpului în sensul opus. Când forțele sunt coliniare, ele sunt forțe de întindere sau de compresiune. O forță tăietoare poate fi definită și prin planul în care acționează: „Dacă un plan trece printr-un corp, o forță care acționează de-a lungul acestui plan se numește forță tăietoare sau forță de forfecare.” 

## Forța necesară pentru forfecarea oțelului
Această secțiune calculează forța necesară pentru a tăia o bucată de material prin forfecare. Informația relevantă este aria secțiunii materialului care este forfecat, adică aria în care are loc acțiunea de forfecare și care determină rezistența la forfecare a materialului. Drept exemplu se folosește o bară rotundă de oțel. Rezistența la forfecare este calculată din rezistența la întindere folosind un factor care leagă cele două rezistențe. În acest caz, pentru oțelul EN8 lucios se folosește valoarea 0,6 , deși se pot lua valori între 0,58–0,62 în funcție de material.
EN8 lucios are o rezistență la întindere de 800 MPa, iar pentru comparație, oțelul moale are o rezistență la întindere de 400 MPa.
secțiunea barei în mm 2 = (12,5 2 )(π) ≈ 490,8 mm 2
0,8 kN/mm 2 × 490,8 mm 2 = 392,64 kN ≈ 40 tone-forță
40 tonă-forță × 0,6 (pentru a schimba forța de la tracțiune la forfecare) = 24 tone-forță
Pentru o îmbinare nituită sau cu șuruburi, rezistența îmbinării se bazează pe frecarea existentă între materialele îmbinate. Șuruburile sunt strânse cu un moment corect pentru a menține această frecare. Forța tăietoare devine semnificativă doar atunci când șuruburile nu sunt strânse.
Un șurub din clasa 12.9 are o rezistență la întindere de 1200 MPa (1 MPa = 1 N/mm2) sau 1,2 kN/mm2, iar  în acest caz limita de curgere este de 0,90 ori rezistența la întindere: 1080 MPa.
Un șurub din clasa 4.6 are o rezistență la întindere de 400 MPa sau 0,4 kN/mm2, iar limita de curgere este în acest caz de 0,60 ori rezistența la întindere: 240 MPa.